# Harijs Fogels
Emils Roberts Harijs Fogels (auch Fogelis; * 11. Januarjul. / 24. Januar 1906greg. in Riga; † 1989 in Stuttgart) war ein lettisch-deutscher Fußballspieler.

## Karriere und Leben
Harijs Fogels wurde im Jahr 1906 in die Familie des Kantors und Kaufmanns Ernst Ferdinand Fogels und seiner Frau Auguste Johanna in Riga geboren.
Er begann mit dem Fußballspielen im Sport- und Turnverein Āgenskalns im gleichnamigen Stadtteil seiner Geburtsstadt. Danach wechselte er regelmäßig seinen Verein. 1923 spielte er für den SV Kaiserwald Riga, einen Fußballverein der deutschbaltischen Bewohner der Stadt. Mit dem Verein wurde er 1923 lettischer Meister. Nachdem er 1924 für den RFK Riga aktiv war, mit dem er zum zweiten Mal in Lettland Meister wurde, kehrte er ein Jahr später zurück zum SV Kaiserwald. 1926 spielte er für die Vereine JKS Riga, wo er nur wenige Monate blieb, und den LSB Riga, gefolgt von einem Jahr beim RFK Riga, wo er jedoch aufgrund seines Wehrdienstes selten in der Virslīga spielte. Anschließend verbrachte er mehrere Jahre bei den Riga Vanderers. Von 1933 bis 1934 spielte Fogel für den deutschbaltischen Verein Union Riga, kehrte dann aber zu den Vanderers zurück, wo er seine Fußballkarriere beendete.
1925 gab er sein Debüt in der lettischen Nationalmannschaft gegen Finnland bei einer 1:3-Niederlage in Helsinki. Mit Lettland nahm er am Baltic Cup 1928 teil und gewann diesen. Zwischen 1925 und 1934 absolvierte er insgesamt acht Länderspiele.
Er arbeitete in den 1930er Jahren im Handel. 1939 heiratete er Ilona Plade, die zuvor mit dem lettischen Fußballnationalspieler Vladimirs Plade verheiratet war. Im November 1939 siedelte der Baltendeutsche Fogels in das Deutsche Reich über, nachdem er die lettische Staatsangehörigkeit abgelegt hatte. Während des Zweiten Weltkriegs war er in einer Geheimdiensteinheit der Wehrmacht. Er wurde von der Roten Armee gefangen genommen und war lange Zeit in einem Lager in Qostanai in der Kasachischen SSR inhaftiert. Nach der Heimkehr aus der Gefangenschaft, lebte er zunächst in der DDR und siedelte Mitte der 1960er Jahre in die BRD über, wo er in Stuttgart lebte und arbeitete.

## Erfolge
mit SV Kaiserwald Riga:
- Lettischer Meister (1): 1923

mit dem RFK Riga:
- Lettischer Meister (1): 1924

mit Lettland:
- Baltic Cup (1): 1928